# Tsegay Kebede
Tsegay Kebede (ur. 15 stycznia 1987) – etiopski lekkoatleta, specjalista maratonu, brązowy medalista olimpijski 2008 z Pekinu.

## Sukcesy
| Rok  | Rodzaj zawodów       | Miasto | Miejsce | Czas    |
| ---- | -------------------- | ------ | ------- | ------- |
| 2008 | Igrzyska olimpijskie | Pekin  | 3.      | 2:10:00 |
| 2009 | Mistrzostwa świata   | Berlin | 3.      | 2:08:35 |
| 2013 | Mistrzostwa świata   | Moskwa | 4.      | 2:10:47 |

## Rekordy życiowe
- Bieg na 10 kilometrów – 27:56 (20 maja 2012, Manchester)
- Półmaraton – 59:35 (8 lutego 2008, Ras al-Chajma)
- Maraton – 2:04:38 (7 października 2012, Chicago)